# Franz Joseph von Bülow

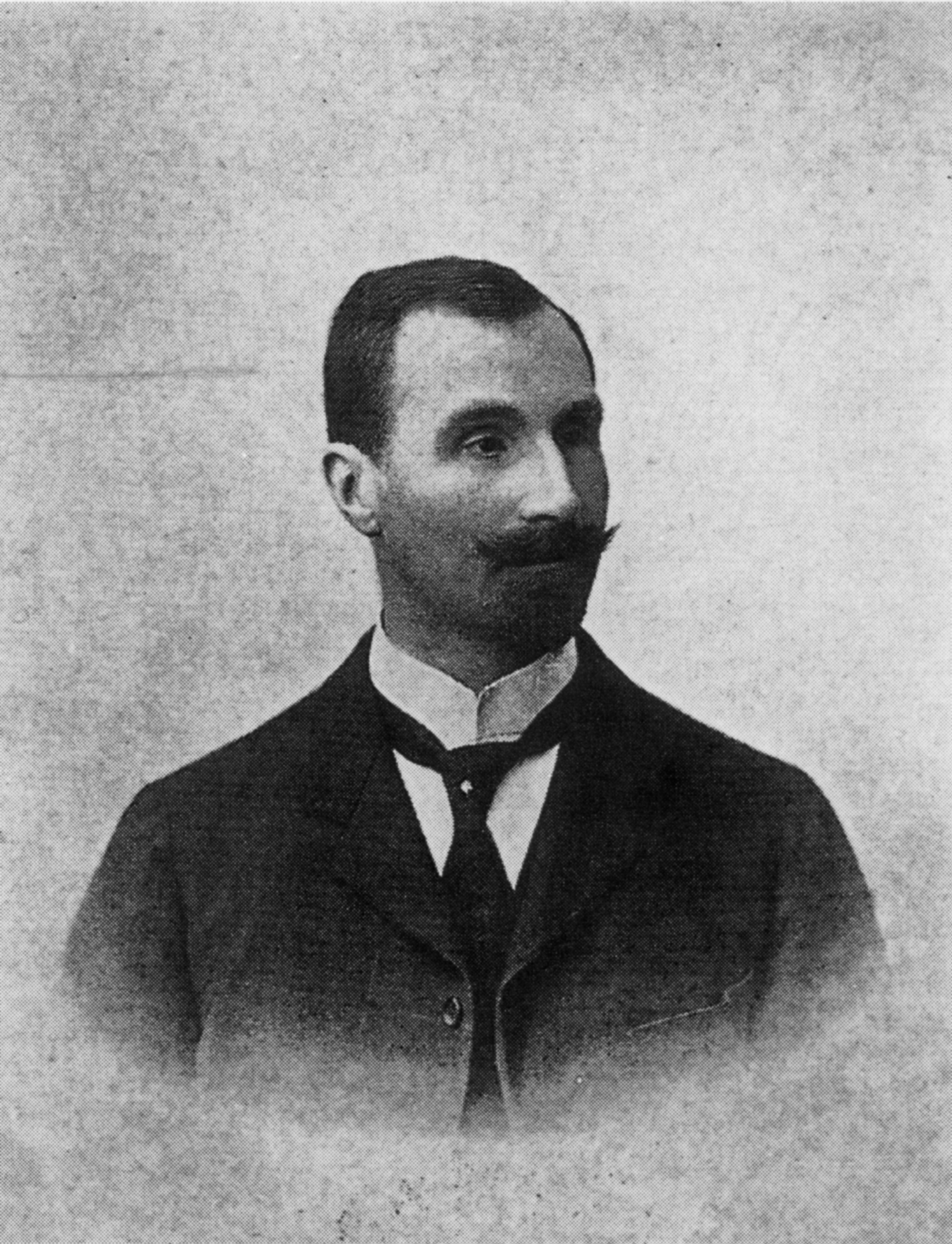
Franz Joseph von Bülow

Franz Vollrath Carl Wilhelm Joseph von Bülow (* 11. September 1861 in Frankfurt am Main; † 18. Oktober 1915 in Dresden) war ein deutscher Autor, Oberleutnant, Kolonialbeamter und homosexueller Aktivist.

## Leben
Sein Vater war der mecklenburgisch-schwerinische Kammerherr und Gesandte beim Bundestag des Deutschen Bundes in Frankfurt am Main Bernhard Friedrich Ferdinand Carl von Bülow; seine Mutter Paula, geborene von Linden. Seine Schulzeit verbrachte Bülow an den Gymnasien in Schwerin und Waren. Danach absolvierte er an die Kadettenanstalten Plön und Groß Lichterfelde. Zwischen 1880 und 1888 reiste er mehrmals nach Italien, wo seine Mutter zu der Zeit lebte.
Bis 1890 war Bülow bis zum Oberleutnant aufgestiegen. Im selben Jahr verließ er das Militär. 1891 ging er in das deutsche Kolonialgebiet Deutsch-Südwestafrika und arbeitete dort in der Kolonialverwaltung. Für einige Zeit war er Stationschef in Swakopmund. Als Teil der Schutztruppe nahm er an der Niederschlagung der Aufstände der Herero und Nama teil, unter anderem an den Kämpfen gegen Hendrik Witbooi. Bülow reiste durch die deutsche Kolonie und kaufte ethnographische Gegenstände, die er dem Stuttgarter Museum für Länder- und Völkerkunde stiftete. Durch eine Schussverletzung bei einem Jagdunfall erblindete Bülow 1893 und kehrte deshalb nach Deutschland zurück.
In den folgenden Jahren schrieb er mehrere Bücher über seine Eindrücke in Deutsch-Südwestafrika, über Cecil Rhodes Politik sowie den Aufstand der Herero und Nama. Davon ist sein Erstlingswerk Drei Jahre im Lande Hendrik Witboois, Schilderungen von Land und Leuten aus dem Jahr 1896 das bekannteste. Eine zweite Auflage des Buches wurde bereits 1897 gedruckt. Nach seiner Rückkehr nach Deutschland arbeitete er auch für den Berliner Ableger der britischen South West Africa Company.
Bülow gehörte 1897 gemeinsam mit Magnus Hirschfeld, Eduard Oberg und Max Spohr zu den Mitgründern des Wissenschaftlich-humanitären Komitees in Berlin. Bülow unterstützte Hirschfelds Bemühungen zur Legalisierung homosexueller Handlungen. Am 16. April 1898 heiratete er die Gutsherrin Constanze Amalie Wilhelmine Auguste von Goldacker (Haus Mahlsdorf), gesch. Gräfin von Beust (* 30. Jänner 1847; † 5. August 1904 in Berlin). Die Ehe blieb kinderlos und wurde bereits am 26. Mai 1899 wieder geschieden.
Um 1900 zog Bülow nach Venedig, da dort Homosexualität im Unterschied zum Deutschen Reich legal war. Er wohnte im Palazzo Tiepolo bei San Polo am Canal Grande. Nach Beginn des Ersten Weltkrieges verließ Bülow Venedig und kehrte nach Deutschland zurück, wo er am 18. Oktober 1915 an einer Krankheit im Alter von 54 Jahren in Dresden verstarb.

## Rezeption
Der Soziologe George Steinmetz beschreibt Bülows ethnographischen Schriften über Südwestafrika als genozidal. Er zählt seine Bücher gemeinsam mit den Schriften von Kurd Schwabe zu den wichtigsten zeitgenössischen Zeugnissen der Beziehungen zwischen der deutschen Kolonialmacht und den Herero in den 1890er Jahren. Historiker ziehen von Bülows detailgetreuen Erzählungen über das brutale Vorgehen der Schutztruppe in Südwestafrika als Quellen für die Vorgeschichte zum Völkermord an den Herero und Nama heran.

## Werke (Auswahl)
- Drei Jahre im Lande Hendrik Witboois, Schilderungen von Land und Leuten. Berlin, Mittler 1896.
- Im Felde gegen die Hereros. Erlebnisse eines Mitkämpfers. Bremen, v. Halem 1905.